# Flávia Iriarte
Flávia Iriarte (Rio de Janeiro, 1985), é uma editora, mentora em escrita criativa e escritora brasileira. Fundadora da editora Oito e Meio e da escola online de escritores Carreira Literária, é uma das principais referências em Escrita Criativa no Brasil.

## Biografia
Flávia Iriarte nasceu em 1985, no Rio de Janeiro. Formou-se em Cinema pela Universidade Federal Fluminense (UFF) e concluiu o mestrado em Literatura, Cultura e Contemporaneidade pela Pontifícia Universidade Católica do Rio de Janeiro (PUC-Rio).
Com uma carreira voltada à literatura e à formação de escritores, Flávia fundou, em 2010, a editora carioca Oito e Meio, voltada para a publicação de obras literárias e experimentais. Posteriormente, criou a Carreira Literária, uma escola online dedicada a formar e capacitar novos escritores.

## Carreira
Flávia já atuou como coordenadora acadêmica e implementou a pós-graduação em Escrita Criativa da Uniítalo, em parceria com o NESPE. 
Em 2016, foi reconhecida como uma das cinco vencedoras do Jovens Talentos da Indústria do Livro, prêmio organizado pelo portal Publishnews, com apoio da Feira do Livro de Frankfurt.
Atualmente, Flávia também atua como agente literária e produz conteúdo voltado para escritores em suas redes sociais, promovendo debates sobre criação literária e mercado editorial.

## Publicações
- Todo homem naufraga (contos)
- Elizandra: muitas vozes numa só (biografia)
- Coordenadora dos projetos Biografias Colaborativas